# Motorola Slvr

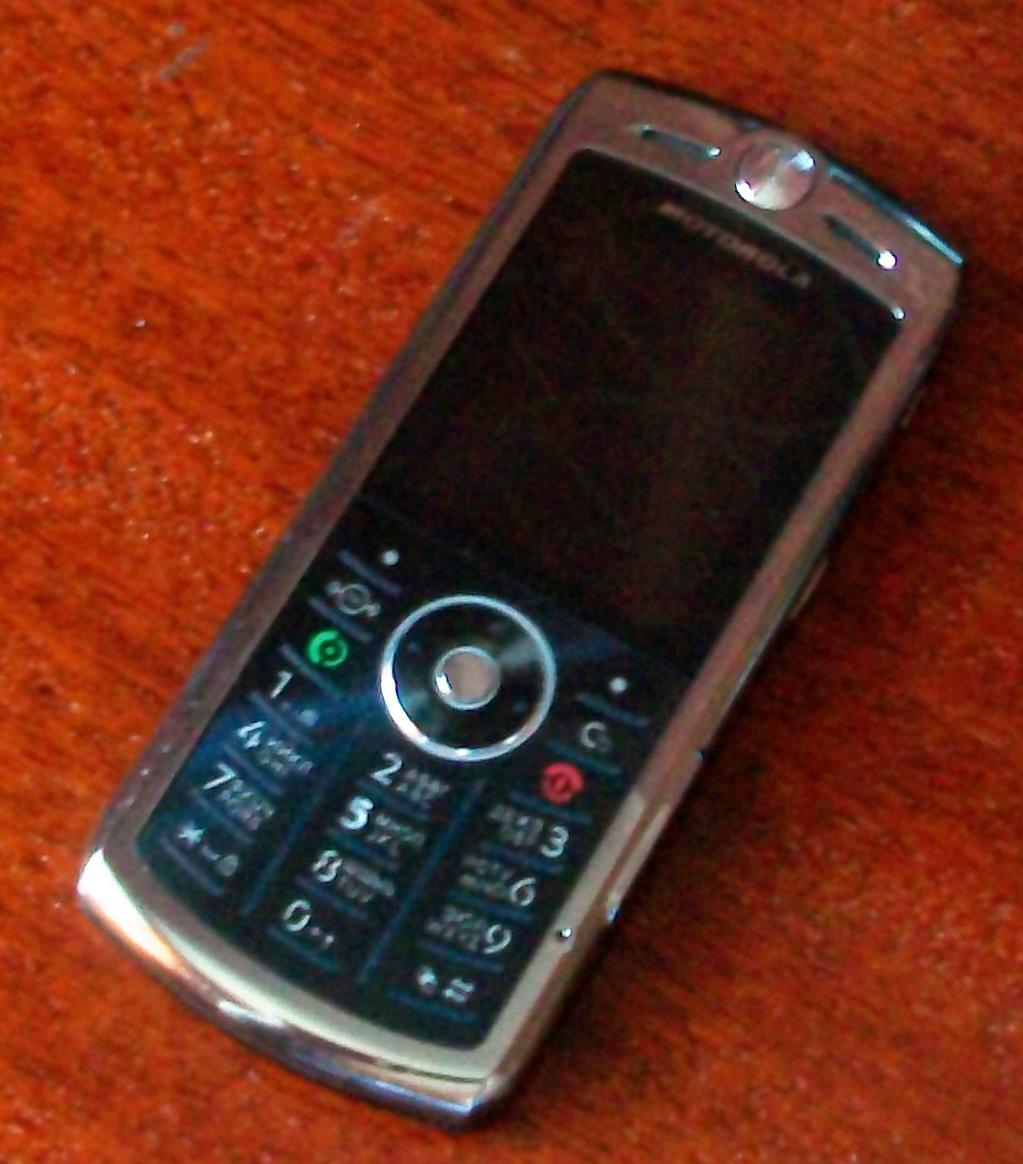
Motorola Slvr L9 de 2007.

Motorola Slvr foi uma série de telefones celulares produzida entre os anos de 2005 a 2007 cuja principal característica era seu formato em barra e o seu peso leve.
O primeiro modelo foi o L2 lançado em 2005, no mesmo ano também foram lançados simultaneamente o L6 e o L7 com integração ao iTunes da Apple, também foram lançadas as variações L7i, L7e, L71, L7c e Red L7. Em 2007 foi lançado o L9 que também foi chamado de L72 em alguns países da Ásia.